# El Campament d'Areny
El Campament d'Areny és una localitat que pertany al municipi d'Areny de Noguera, a la Ribagorça (Aragó).
Està situada a la riba de la Noguera Ribagorçana, al costat de la carretera N-230, i a poca distància del nucli d'Areny.
Fou construït com a habitatges per als treballadors del pantà d'Escales.